# Джекпот
Джекпот (англ. jackpot — куш, самый крупный выигрыш) — призовой фонд в некоторых слотах, лотереях и прочих азартных играх. Как правило, джекпот формируется посредством процентной части от всех проигрышей или пропорционально растёт относительно определённого промежутка времени.

## Происхождение названия
Появление этого термина датируется концом XIX века. Первоначально этот термин использовался в форме покера, где пул или банк накапливались до тех пор, пока игрок не смог открыть торги с двумя валетами или лучше.

## Сумма выигрыша
Сумма выигрыша в джекпоте может быть либо фиксированной, либо прогрессивной (англ. Progressive). Если фиксированная сумма чётко определена, то прогрессивная растёт, начиная с минимальной заданной суммы и прибавляя к себе, например, некоторый определённый процент от каждой новой ставки вплоть до выпадения джекпота, после чего рост начинается снова с минимальной суммы. Обычно прогрессивный джекпот является суперпризом.

## Разновидности определения победителя
Применяются различные системы определения игрока, выигравшего джекпот.
- Зависящая от определённых условий, например, комбинации символов (англ. Symbol-driven jackpot) или особого результата в какой-либо призовой игре (англ. Feature event jackpot) — обычно выплачивается при выпадении наилучшей в некотором смысле комбинации (иногда только по максимальной ставке или при соблюдении иных однозначно заданных дополнительных условий).
- «Тайна» (англ. Mystery jackpot) — при размещении ставки производится отчисление в фонд, и сразу рассчитывается возможность выиграть. Выполняется одним из многих способов, в числе которых следующие:
  - диапазонный (англ. Range-based jackpot) генерируется сумма в пределах коридора (например от 50 000 до 100 000, обычно коридор известен игроку), в процессе игры фонд, формируемый отчислениями от ставок, суммируется и сравнивается компьютером с первоначальным числом;
  - если сумма переходит через целое (или кратное 10 в n степени) число, то случайное число рассчитывается таким образом, что вероятность возрастает при переходе к верхнему пределу (например в пределах 3000—5000 при переходе 4000, вероятность меньше или равна 1/1000). Если накопленный фонд не переходит, то расчёт не производится;
  - случайным образом путём генерации случайного числа.
- «Двойная гашетка» (англ. Double Trigger) — выпадает бонусная игра, вероятность выпадения которой игроку неизвестна, но её правила являются прозрачными. То есть, чем больше ставка, тем выше вероятность выиграть (при маленьких ставках может быть невозможно).
- «Входной приз» (англ. Door Prize) — денежный приз, имеющий фиксированный размер и вручаемый случайному игроку (на практике только в залах игровых автоматов).